# Luc Cerverón Ruiz
Luc Cerverón Ruiz és un artista, il·lustrador, autor de còmic i activista pels drets trans català. Actualment exerceix com a facilitador del Grup Trans i No Binari del Centre LGTBI de Barcelona.

## Carrera
El 2019, va començar a contribuir a la revista de còmic eròtic inclusiu Sextories: va dissenyar la portada del quart número —el primer publicat per la nova editorial homònima, i en el qual van col·laborar autors com Rocío Vidal, Sara Soler, Marta Masana, Bea Tormo i Antonio Guardiola. Així mateix, va escriure el guió d'algunes històries del quart número i del cinquè de l'antologia.
El 2020, va formar part de la campanya +Q Regles, que va consistir en un debat i una improvisació teatral a l'Ateneu del Raval, un espai comunitari transfeminista.
El 2022, va ser un dels entrevistats en el documental Barcelona fora de l'armari de Helpium TV, que pretén fer conèixer la història del moviment LGBT a la ciutat. Ha participat també com a convidat en diversos episodis del pòdcast Ja m'entens de Catalunya Ràdio.
A més, treballa com a coordinador del Grup Trans i No Binari del Centre LGTBI de Barcelona, que va sorgir amb l'objectiu d'oferir una xarxa de suport i també una xarxa social per a les persones transgènere i no-binàries de Barcelona. Així mateix, en aquest espai pretén brindar l'oportunitat d'explotar la identitat de gènere de manera individual i col·lectiva sense que les persones que hi assisteixin se sentin jutjades o pressionades.
D'altra banda, Cerverón també s'ha desenvolupat com a formador i agent de salut en la consulta de la Unitat de Trànsit de l'Institut Català de la Salut, que es dedica específicament a formació relativa a la salut transgènere, la diversitat sexual i la patologització de les persones trans i LGTBI en els sistemes de salut.

## Vida personal
Es defineix com un noi trans no-binari.

## Obres
- Sextories Magazine #4-5 (antologia)
- Strix (fanzín)[13]